# Дискомицеты
Дискомицеты (лат. Discomycetes, нем. Diskomyzeten; греч. diskos — круг + mykēs (mykētos) — гриб) — внетаксономическая группа (ранее — класс или порядок) сумчатых грибов, объединяющая несколько порядков (более 4 тысяч видов).

## Описание
Плодовые тела у дискомицетов открытые (апотеции), большей частью блюдцевидные, с открыто расположенным сверху гимением. Большая часть видов дискомицетов относится к порядку Pezizales; их плодовые тела мясистые, часто ярко окрашенные. К порядку Hysteriales относятся дискомицеты, имеющие чёрные вытянутые плодовые тела, раскрывающиеся узкой продольной щелью. Для дискомицетов порядка Phacidiales характерны закрытые плодовые тела, при созревании открывающиеся обычно лопастями вследствие разрыва сплетения гиф, покрывающего гимений. У дискомицетов из порядка Tuberales (трюфелевые) формируются подземные плодовые тела. Среди дискомицетов имеются сапрофиты и паразиты.
Гимениальный слой, который состоит из сумок (аскусов) и парафиз, выстилает всю или только верхнюю поверхность плодового тела, бывшую внутренней, если плодовое тело в начале было замкнуто.

## Размножение
Предшествующий образованию сумок половой акт указывается для некоторых дискомицетов, однако по этому вопросу требуются ещё дальнейшие исследования. Кроме плодоношения в сумках, существует ещё и конидиальное плодоношение (свободные конидиеносцы и конидиальные плоды); плодовые тела нередко развиваются на мицелии группами в большом числе, особенно у мелких форм.

## Употребление
Многие из дискомицетов съедобны. Это трюфели, сморчки и строчки.